# Gloeoheppiaceae
Gloeoheppiaceae es una familia de hongos en el orden Lichinales. La mayoría de las especies están liquenizados con cianobacteria. Las especies de esta familia habitan mayormente en zonas desérticas.